# Aaron Augenblick
Aaron Augenblick (28 dicembre 1975) è un animatore, regista e produttore televisivo statunitense.
È noto soprattutto per essere il fondatore dello studio d'animazione Augenblick Studios, produttrice di serie e cortometraggi animati tra cui Ugly Americans, Superjail!, Wonder Showzen e Golden Age.

## Biografia
Aaron Augenblick è cresciuto a Wilmington, nel Delaware, e ha studiato alla School of Visual Arts di New York. Mentre era al college, Augenblick ha creato due cortometraggi animati intitolati The Midnight Carnival (proiettato allo Slamdance Festival 2000) e The Wire. Questi film hanno ricevuto due ASIFA Award e uno SVA Dusty Award per i risultati eccezionali dell'animazione.
Il 20 ottobre 1996, The Wire è stato trasmesso su Cartoon Network come parte dello special televisivo di ToonHeads: A Night of Independent Animation.

## Carriera
Ha iniziato la sua carriera professionale lavorando per MTV Animation in programmi televisivi come Daria, Cartoon Sushi e Downtown. Nel 1999, Augenblick ha fondato lo studio d'animazione Augenblick Studios a Brooklyn, New York. Oltre all'animazione, Augenblick ha scritto e illustrato il film Tales of the Great Unspoken, vincitore dello Xeric Award.
Dal 2004 al 2005, Augenblick è stato il direttore dell'animazione di entrambe le stagioni di Wonder Showzen per MTV. Gli Augenblick Studios hanno guadagnato una notorietà diffusa per le loro parodie di cartoni animati classici, portando Augenblick a essere nominato come una delle star nascenti dell'animazione da Animation Magazine. Nel 2006, Augenblick ha scritto e diretto il cortometraggio Golden Age, un finto documentario che esaminava le scandalose vite private di iconici personaggi dei cartoni animati del passato. La serie di dieci episodi è stata originariamente creata per Motherload, un canale correlato a Comedy Central, ed è stata successivamente pubblicata come un unico cortometraggio di 22 minuti. Golden Age è stato una selezione ufficiale del Sundance Film Festival ed è stato mostrato in numerosi festival in tutto il mondo. Augenblick Studios ha creato la prima stagione di Superjail! nel 2008 per Adult Swim, blocco televisivo in onda a tarda notte su Cartoon Network Augenblick è stato il produttore esecutivo e direttore dell'animazione della serie. Dal 2010 al 2012, Augenblick è stato produttore supervisore e direttore dell'animazione per la serie Ugly Americans di Comedy Central. L'Ottawa International Animation Festival ha proiettato nel 2011 una retrospettiva del lavoro di Augenblick. Nel 2015 ha diretto le serie animate Golan the Insatiable per Fox e The Jellies! per Golf Wang. Augenblick è stato il produttore esecutivo e regista dell'adattamento di Adult Swim di The Jellies! nel 2017.